# براد الشاي (كتاب)
براد الشاي بالتركية " Semaver " أول كتاب نشر للكاتب التركي سعيد فائق في إبريل عام 1936. واستطاع سعيد فائق نشره بمساعدة والده.
تنقسم الحكايات التي في الكتاب إلى ثلاثة أقسام. القسم الأول يتحدث عن فترة طفولته التي قضاها في آدابازاري وحولها. وقد أعطى مساحة كبيرة لتصوير البيئة في تلك القصص كما حكى عن الغابات والحقول التي قضى فيها طفولته. والحكايات التي في هذا القسم هي «المنديل الحريري، منزل والدي الثاني، الغيرة، الغابة والمنزل، ليلة العرس».
أما القسم الثاني فيتحدث عن إسطنبول في الأغلب، وحكي قصصه عن تجاربه في تلك المدينة. وعلى سبيل المثال أربع حكايات لساحل حكى فيها عن الذين يعملون في البحر، ويصارعون من أجل العيش. والقصص الأخرى التي أدت لشهرة الكاتب قصة سفينة ستيليانوس هيرسوبلوس والرجل الذي نسي مدينته والموقع الثالث. أما قصة براد الشاي التي سمى بها الكتاب فتتحدث عن معيشة عامل في مصنع.
يحتوي القسم الثالث من الكتاب على مشاهدات الكاتب في فرنسا. ومن تلك القصة امرأة وباخرة والطالبة العجوز وربونسون.

## التحليل
حكى سعيد فائق في كتبه الثلاثة الأولى براد الشاي والصهريج والمطرقة حيوات الفقراء وكيف يمكن اسعادهم. كما كان ناقماً على الأغنياء مادحاً للفقراء في تلك الكتب. وفي الغالب يشرح مشاهداته في تلك القصص، كما عمل على شرح حياة العامل علي في هذه القصة، ولهذا السبب يلاحظ أن التفاصيل التي ذكرها عن حياة علي مصطنعة. ولم يسقط بعد ذلك في ذلك الخطأ.
وكما هو الحال في قصص الفترة الأولى لحكايات الكاتب فإنه قصة براد الشاي ممتلئة بالإحسان للبشر وحبهم.
أهم نقد للكاتب في تلك القصة أن لغته غير مرتبة. وقد أثبت فتحي ناجي أن أخطائه أقل من المعتقد. ففي رواية براد الشاي خمسة أخطاء لغوية، وذلك بسبب تسرعة في الكتابة.